# Priyanka Gopaloodoo
Priyanka Gopaloodoo, née le 1er janvier 2000, est une haltérophile mauricienne.

## Carrière
Aux  Championnats d'Afrique 2018, Priyanka Gopaloodoo remporte la médaille de bronze dans la catégorie des moins de 58 kg.